# Склониште (ТВ серија)
Склониште (шп. El refugio) аргентинска је теленовела, продукцијске куће Dori Media Group, снимана 2006.
У Србији је приказивана током 2008. и 2009. на телевизији Хепи.

## Синопсис
Изузетно испирантивна прича говори о пет тинејџера из различитих слојева друштва, који игром случаја постају најбољи прикатељи. Једног дана, вођени прстом судбине, срећу се у оронулом и напуштеном позоришту, где наилазе на Амадеа, некада чувеног професора музике, изузетно цењеног међу ученицима, међу којима су неки постали светске звезде. Он се потпуно повукао и живи као самотњак у здању које опседају духови прошлости. Невоље почињу када се у амадеов живот врати његова стара њубав Максима, која одлучује да га уништи! Најбољи пријатељи формирају бенд како би сакупили довољно новца да сачувају позориште. Упркос разликама које их деле, пет тинејџера остварају блиско пријатељство и током серије пролазе кроз авантуре које их уче важним животним лекцијама.

## Улоге
| Глумац:             | Улога:                      |
| ------------------- | --------------------------- |
| Пиру                | Пиру Саез                   |
| Франсиско Бас       | Фран                        |
| Коко Махио          | Хорхе                       |
| Белен Скалела       | Белен Белу                  |
| Марија Фернанда Нил | Фернанда Фер Пачеко Линарес |
| Нора Карпена        | Максима Линарес Пачеко      |
| Пабло Ередија       | Мартин                      |
| Нађа ди Сјело       | Силвана                     |
| Ирене Алмус         | Лусијана                    |
| Вивијана Саез       | Сусана                      |
| Освалдо Тесер       | Џејми                       |
| Кармен Ваљехо       | Висента                     |
| Софија Бертолото    | Виолета                     |
| Лус Каприота        | Кларита                     |
| Клаудио Гарофало    | Матуте                      |
| Софија Река         | Рочи                        |
| Каролина Веспа      | Матилде                     |